# Pharomachrus
Los quetzales (Pharomachrus) son un género de aves de la familia de los trogones (Trogonidae). Se trata de una especie que en las civilizaciones maya y mexica era sagrada y cuyo plumaje era utilizado para adornar la indumentaria de los reyes y sacerdotes. El quetzal es también el ave nacional de Guatemala desde 1871, su imagen figura en la  bandera y escudo nacional y está representado en su moneda e himno nacional, forma parte de los símbolos patrios, es un símbolo de libertad para dicho país.

## Alimentación
Se alimentan de frutos, principalmente de aguacates silvestres, insectos que atrapan al vuelo y de pequeños animales vertebrados como, lagartijas y ranas.

## Distribución y hábitat
El quetzal se encuentra principalmente en México, Guatemala, Honduras, Costa Rica, El Salvador, Nicaragua y Panamá, pero también se le encuentra en partes de América del Sur.
Su hábitat son las selvas tropicales, pastizales y montañas con densa vegetación y clima húmedo o sub húmedo. Construye su nido en lo alto de los árboles inhabitados o en huecos que dejan los pájaros carpinteros.

## Reproducción
Las aves macho presentan plumas de color verde metálico y pecho rojo. Durante la etapa de reproducción, los machos desarrollan una cola de hasta 1 metro de longitud, lo cual contrasta con el cuerpo, cuya medida puede llegar a ser de 35 cm. Sin embargo, debido al dimorfismo sexual, las hembras presentan colores más opacos y no desarrollan cola.
Cuando llega la temporada de apareamiento, los quetzales macho emprenden vuelos nupciales para atraer a las hembras. Posterior a ello, tanto hembras como machos intervienen en la incubación y protección de las crías, que suele ser de dos individuos por temporada.

## Origen y cultura

El quetzal en el escudo nacional de Guatemala.

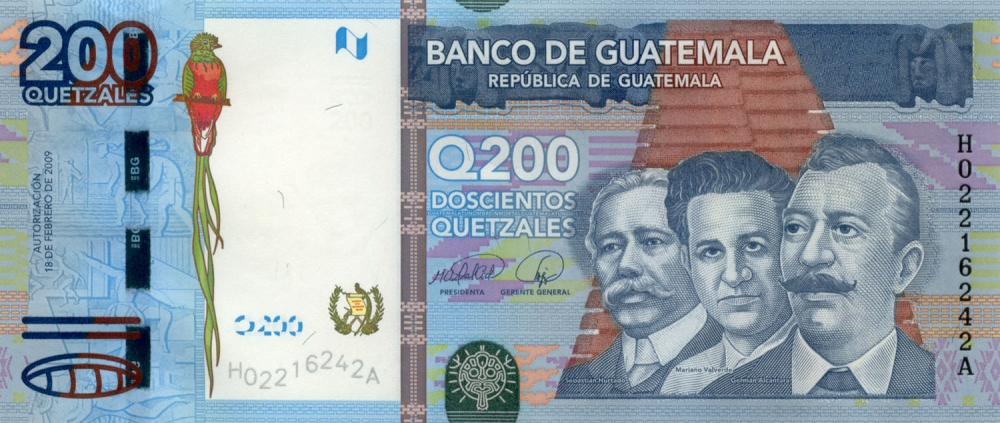
El quetzal en un billete de doscientos quetzales.

El quetzal es el ave nacional de Guatemala desde 1871 su imagen figura en la bandera y el escudo de Guatemala. "Quetzal" es también el nombre de la moneda de curso legal en dicho país. Tiene también un papel importante en los mitos de la región. El quetzal también es mencionado en el Himno Nacional de Guatemala, como ave nacional forma parte de los símbolos patrios. Para Guatemala; el quetzal es un símbolo de libertad, soberanía e identidad, por ello su caza o privación de su hábitat es un delito penal según el decreto 8 - 70.
Esta ave desempeña un papel importante en la mitología prehispánica y moderna de la región. Los reyes y sumos sacerdotes ancianos llevaban tocados de plumas de quetzal. En la voz náhuatl, quetzal (que proviene, a su vez, de quetzalli) significa precioso o bello; en otras voces mesoamericanas significa sagrado o erigido. Según el American Heritage Dictionary, quetzalli puede traducirse como «cola larga de plumas brillantes» y, según el Merriam-Webster Collegiate Dictionary, como «cola cubierta del quetzal». En cuanto a su clasificación latina, Pharomachrus proviene del griego antiguo pharos, «manta», y makros, «largo», en referencia a la aleta y cola cubierta del ave.
Según cuenta la leyenda, el Quetzal posó sobre el pecho de Tecún Umán cuando murió y en ese momento el Quetzal adquirió el pecho rojo.

Hasta años recientes, se creyó que el quetzal no podía procrear ni vivir mucho tiempo en cautiverio, por lo que es un símbolo tradicional de la libertad. Sin embargo,  en el 2004 se anunció que unos quetzales tuvieron un pichón en un aviario privado de Ixtapaluca (Estado de México), administrado por la Fundación Vida Silvestre Dr. Estudillo López.

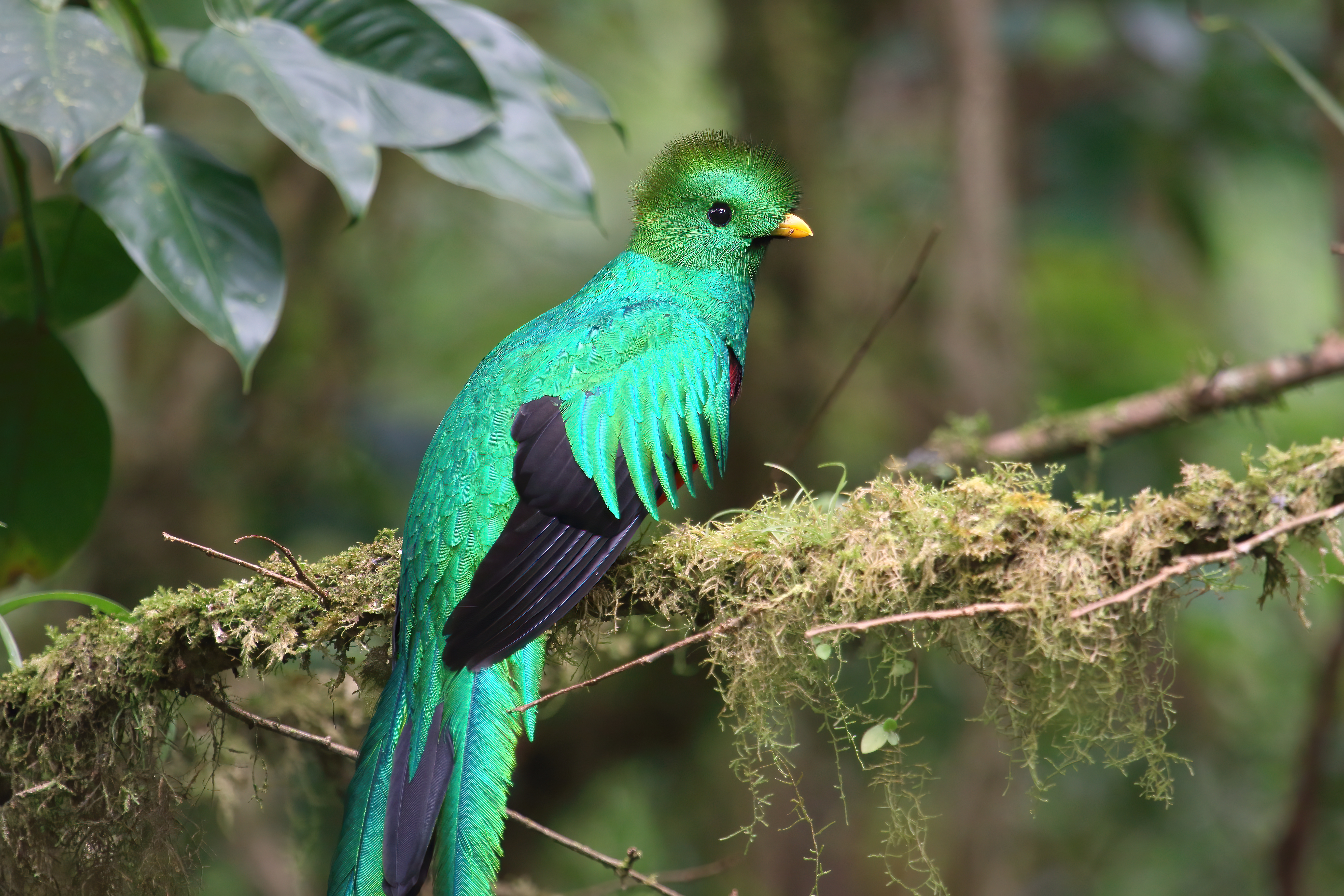
Pharomachrus mocinno en MonteVerde

## Taxonomía

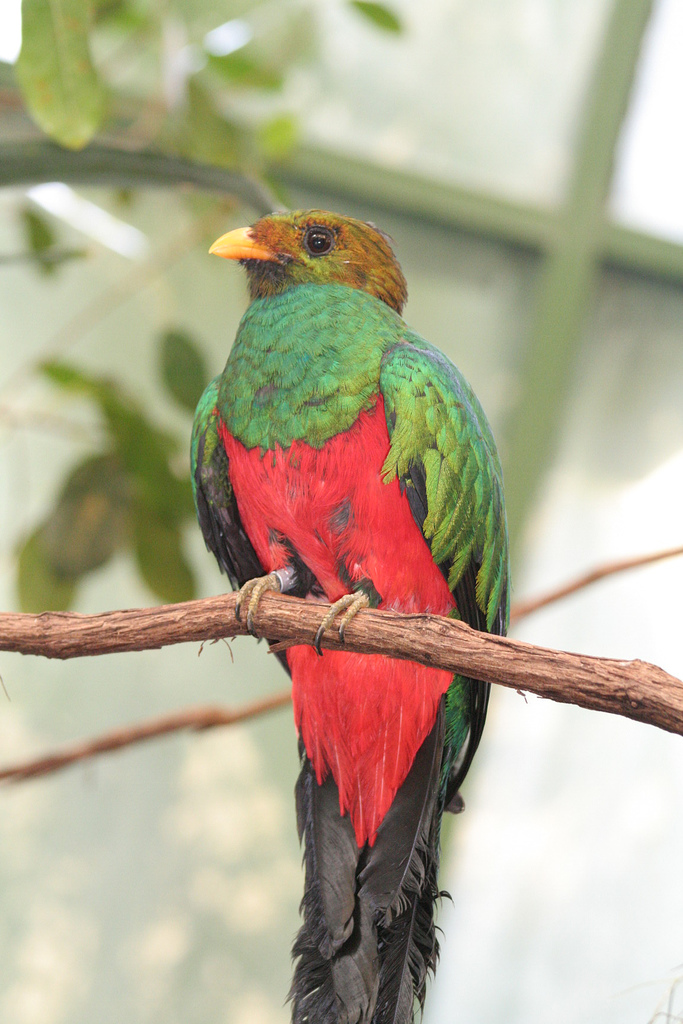
Pharomachrus auriceps

Aunque todas las especies del género Pharomachrus se llaman quetzales, la palabra sola se usaba originalmente para denominar al Pharomachrus mocinno, el quetzal centroamericano o mesoamericano. En total, se conocen cinco especies:
- el quetzal guatemalteco , Pharomachrus mocinno;
- el quetzal crestado o de cola blanca, Pharomachrus antisianus;
- el quetzal de cabeza dorada, Pharomachrus auriceps;
- el quetzal fúlgido o dorado, Pharomachrus fulgidus;
- el quetzal pavonino o de cola negra, Pharomachrus pavoninus.

La especie Euptilotis neoxenus es pariente de Pharomachrus, y algunos le dicen quetzal mexicano, pero también trogón orejón o surucuá silbador.[cita requerida]